# ده گردنه رنگک
ده گردنه رنگک، روستایی از توابع بخش رستم شهرستان ممسنی در استان فارس ایران است.

## جمعیت
این روستا در دهستان پشتکوه رستم قرار دارد و براساس سرشماری مرکز آمار ایران در سال ۱۳۸۵، جمعیت آن ۴۵ نفر (۱۰خانوار) بوده‌است.